# Хавай 5-0
 Тази статия е за сериала от 2010 година.  За оригиналния сериал вижте Хавай 5-О.  
„Хавай 5-0“ (на английски: Hawaii Five-0) е американски криминален сериал и римейк на оригиналния от 1968 г.
„Хавай 5-0“ се излъчва по CBS, който е и същият канал, излъчил оригиналната версия. Също като предходния сериал, новият се върти около полицейски екип, борещ се с престъпността в щата Хаваи. Премиерата му е на 20 септември 2010 г., 42 години след премиерата на оригиналното шоу. На 21 октомври 2010 г. CBS обявява, че първи сезон ще се състои от 24 епизода.
На 18 април 2018 г. сериалът е подновен за девети сезон, който започва на 28 септември 2018 г. На 9 май 2019 г. е подновен за десети сезон, който започва на 27 септември. На 28 февруари 2020 г. CBS съобщава, че сегашният десети сезон ще е последен и ще завърши с двучасов финал на 3 април 2020 г.

## Актьорски състав
- Алекс О'Лафлин – капитан Стивън „Стийв“ Макгарет, бивш морски тюлен. Озвучава се от Георги Георгиев – Гого.
- Скот Каан – инспектор Даниъл „Дано“ Уилямс, бивш полицай от управлението на Нюарк, който се премества в това на Хонолулу, след като бившата му жена се мести на Хаваите с тяхната дъщеря. Озвучава се от Стефан Сърчаджиев – Съра. В 21 епизод от трети сезон на „Военни престъпления: Лос Анджелис“ се озвучава от Илиян Пенев.
- Даниъл Дей Ким (сезони 1 – 7) – Чин Хо Кели, бивш полицай от управлението на Хонолулу, който погрешно е обвинен в корупция. Озвучава се от Николай Николов. В 21 епизод от трети сезон на „Военни престъпления: Лос Анджелис“ се озвучава от Камен Асенов. В 18 епизод от първи сезон на „Макгайвър“ се озвучава от Мартин Герасков.
- Грейс Парк (сезони 1 – 7) – Коно Калакауа, завършила полицейската академия на Хонолулу и бивша професионална сърфистка. Озвучава се от Ася Братанова от първи до трети сезон и от пети, а в четвърти сезон – от Йорданка Илова. В 18 епизод от първи сезон на „Макгайвър“ се озвучава от Гергана Стоянова.
- Маси Ока (сезони 1 – 7 и 10) – д-р Макс Бъргман. Озвучава се от Николай Николов от първи до седми сезон, а в десети – от Ивайло Велчев.
- Лорън Джърман – Лори Уестън. Озвучава се от Ани Василева.
- Мишел Борт – Катрин Ролинс, агент и любимата на Стив Макгарет. Става част от екипа в четвърти сезон. В шести сезон със Стив се разделят. Озвучава се от Ани Василева.
- Шай Макбрайд – Луис "Лу" Гроувър. Озвучава се от Николай Николов, а от осми сезон – от Здравко Методиев.
- Хорхе Гарсия – Джери Ортега. Озвучава се от Николай Николов, в осми сезон – от Здравко Методиев, а в девети и десети – от Ивайло Велчев.
- Тейлър Уили – Камекона Тупуола. Озвучава се от Стефан Сърчаджиев – Съра. В 18 епизод от първи сезон на „Макгайвър“ се озвучава от Станислав Димитров, а в „Магнум“ – от Христо Узунов.
- Денис Чън – сержант Дюк Лукела. Озвучава се от Николай Николов в първи сезон, а от втори до десети – от Стефан Сърчаджиев – Съра.
- Иън Антъни Дейл – Адам Ношимури. Озвучава се от Стефан Сърчаджиев – Съра от втори до четвърти сезон, от Николай Николов от пети до седми, а от осми до десети – от Здравко Методиев.
- Меган Рат – Тани Рей (сезони 8 – 10). Озвучава се от Ани Василева в осми сезон, а в девети и десети – от Ася Братанова. В „Магнум“ се озвучава от Таня Димитрова.
- Кими Балмилеро – д-р Ноелами Кунха (сезони 8 – 10). Озвучава се от Елисавета Господинова в осми сезон, а в девети и десети – от Ася Братанова.
- Беула Коале – Джуниър Рейнс (сезони 8 – 10). Озвучава се от Здравко Методиев в осми сезон, а в девети и десети – от Ивайло Велчев. В „Магнум“ се озвучава от Цанко Тасев.
- Катрина Лоу – сержант Куин Лиу (сезон 10). Озвучава се от Ася Братанова. В „Магнум“ се озвучава от Таня Димитрова.

## Сюжет
Внимание:  Текстът по-долу разкрива сюжета на произведението (или части от него)!
Стийв Макгарет бивш тюлен пристига на Хаваите, за да разследва убийството на баща си, който е убит от Виктор Хес, не след дълго той бива намерен мъртъв в килията си. Убит е от врагът на Стийв, Ло Фет. Бащата на Стийв бива убит по поръчка на губернатора поради причина, която МакГарет разследва през първи сезон. Междувременно се запознава с инспектор Дани Уилямс. Двамата веднага започват да се карат, но сформират добър екип заедно. Основан е специален отряд, към който се присъединяват още Чин Хо Кели и братовчедка му Коно Калакауа. Те разследват престъпления на острова, като работят за губернатора. Във втори сезон екипът се сдобива с нов член, Лори Уестън. По-късно тя е уволнена от губернатора. В четвърти сезон част от екипа става и Лу Гроувър, капитан на спец отряда. Той единствен от екипа е женен. Има две деца. В края на пети сезон Коно се омъжва за Адам Ношимури. След като в четвърти сезон Катрин Ролинс напуска флота и новият ѝ работодател бива убит, тя се присъединява към екипа и го напуска в края на шести сезон. Тя е голямата любов на Стив, но заради несъгласия на актрисата Мишел Борт с продуцентите, Катрин бива отстранена от сериала и се появява само веднъж за сезона. Джери Ортега, стар приятел на Чин, става специален консултант на екипа и в седми сезон получава значка. На финала на седми сезон актьорите Даниъл Дей Ким и Грейс Парк напускат сериала и героите им са отписани. В екипа се включват младите Джуниър и Тани. Двамата скоро започват да изпитват чувства един към друг. Девети сезон Адам и Коно се разделят. Адам го преживява трудно и в девети сезон става част от екипа. Десети сезон става последен от поредицата на 5-0. Продуцентите обявяват, че на 03.04.2020 ще се излъчи последният епизод от последния сезон на Хавай 5-0. Десети сезон ще се разкрие какво има в сандъка за инструменти от първи сезон. След като майката на МакГарет бива убита, Стийв започва да се колебае дали иска да продължи работата си в 5-0, защото осъзнава колко много е изгубил – баща си, Катрин, Джо и майка си.

## Кросоувъри
Актрисата Даниела Руа от „Военни престъпления: Лос Анджелис“ прави поява в шести епизод от втори сезон на „Хавай 5-0“, а актьорите Крис О'Донъл и Ел Ел Кул Джей участват в двайсет и първи епизод от същия сезон. Скот Каан и Даниъл Дей Ким се появяват в двайсет и първи епизод от трети сезон на „Военни престъпления: Лос Анджелис“. Ким, Грейс Парк и Тейлър Уили се появяват и в осемнайсети епизод от първи сезон на „Макгайвър“.

## „Хавай 5-0“ в България
В България сериалът започва на 4 януари 2011 г. по Нова телевизия с разписание от вторник до четвъртък от 20:00. След излъчването на първите дванайсет епизода е временно спрян и останалите епизоди започват на 15 март, всеки вторник от 21:00. Първи сезон завършва на 31 май. На 2 юли 2012 г. започва втори сезон от понеделник до четвъртък от 20:00 и завършва на 13 август. На 12 юли 2013 г. започва трети сезон, всеки делник от 21:00 и приключва на 15 август. На 10 юни 2014 г. започва четвърти сезон от понеделник до четвъртък от 21:00 и завършва на 17 юли. На 1 юли 2015 г. започва пети сезон, всеки делник от 21:00 и приключва на 4 август. На 8 август 2016 г. започва шести сезон, всеки делник от 21:00 и завършва на 9 септември. На 4 юли 2017 г. започва седми сезон, всеки делник от 21:00 и приключва на 7 август. На 5 юли 2018 г. започва осми сезон, всеки делник от 21:00 и завършва на 8 август. На 8 юли 2019 г. започва девети сезон, всеки делник от 21:00 и приключва на 9 август. На 25 май 2021 г. започва десети сезон, всеки делник от 21:00 и завършва на 25 юни. При първото си излъчване на 15 юни четиринайсети епизод от сезона е с изрязани сцени. Пълната му версия е излъчена на 8 февруари 2023 г. Ролите се озвучават от артистите Ася Братанова, която в четвърти и осми сезон е заместена съответно от Йорданка Илова и Елисавета Господинова, Ани Василева до осми сезон, Георги Георгиев – Гого, Николай Николов от първи до седми сезон, Здравко Методиев от осми до десети, Ивайло Велчев в девети и десети, и Стефан Сърчаджиев – Съра.
На 17 септември 2013 г. започва повторно излъчване по AXN с български субтитри.
На 4 октомври 2016 г. започва и по Fox.